# École supérieure de cinéma et d'audiovisuel de Catalogne
L'École supérieure de cinéma et d'audiovisuel de Catalogne (ESCAC - en catalan : Escola Superior de Cinema i Audiovisuals de Catalunya) est un établissement supérieur de cinéma et d'audiovisuel situé dans la ville de Terrassa.

## Histoire
L'ESCAC est fondée à Barcelone en 1994. Elle est rattachée à l'université de Barcelone.
Son directeur actuel est le producteur de cinéma Sergi Casamitjana.

## Personnalités liées à l'institution

### Étudiants
- Juan Antonio Bayona
- Mar Coll
- Lara Izagirre
- Kike Maíllo
- Àlex Pastor
- Estibaliz Urresola Solaguren